# Costa de Reyes
Costa de Reyes es una localidad del departamento Tinogasta, en el oeste de la provincia argentina de Catamarca. Constituye una comuna del municipio de Tinogasta.

## Geografía

### Población
Cuenta con 30 habitantes (Indec, 2010), lo que representa un descenso del 35% frente a los 46 habitantes (Indec, 2001) del censo anterior.
| Gráfica de evolución demográfica de Costa de Reyes entre 1991 y 2010 |
|                                                                      |
| Fuente: Censos nacionales del INDEC                                  |